# Witte stad van Tel Aviv
De Witte stad is een verzameling van meer dan vierduizend gebouwen in de Israëlische stad Tel Aviv. Deze werden in jaren dertig van de 20e eeuw gebouwd door de vele Duitse joden die het Nationaalsocialisme ontvluchtten en in het Mandaatgebied Palestina een veilig onderkomen zochten.
Destijds had men het plan opgevat om ten noorden van de oude stad Jaffa een nieuwe tuinstad te bouwen. Hiervoor werd de Schotse planoloog Patrick Geddes in de arm genomen. Hij tekende een stratenplan voor deze stad die later Tel Aviv zou gaan heten. De gebouwen die binnen dit plan werden gebouwd, werden opgebouwd in de Internationale Stijl en volgens de principes van Bauhaus. In 2003 werden deze gebouwen opgenomen in de Werelderfgoedlijst van UNESCO.
Sinds 2000 documenteert het Bauhaus Center Tel Aviv alles omtrent de Bauhaus-architectuur in Tel Aviv.
Bijbelse nederzettingen Beër Sjeva, Hazor en  Megiddo · Heilige plaatsen van het bahá'í-geloof in Haifa en West-Galilea · Massada · Oude stad Acre (Akko) · Oude ommuurde centrum van Jeruzalem en zijn buitenwijken · Wierookroute - Woestijnsteden in de Negev · Witte stad van Tel Aviv · Grotten van Maresha en Bet Guvrin in het Judese laagland as een microkosmos van het Land van de Grotten · Necropolis van Beth She’arim, een monument van Joodse heropleving